# فهرست کاندیدان کرسی ریاست‌جمهوری افغانستان (۱۳۹۳)
انتخابات ریاست‌جمهوری افغانستان قرار است در ۱۶ حمل (فروردین) ۱۳۹۳ برگزار شود. تاریخ ۱۷ اکتبر سال ۲۰۱۳ روز آخر شبت نامزدان کرسی ریاست جمهوری افغانستان بود. درین موقع ۲۷ تن از افغانان واجد شرایط و غیر واجد شرایط خویش را کاندید نمودند. کمیته بررسی انتخابات افغانستان پس از بررسی ۱۱ تن آن را برگزید؛ که لست هردو شکل نامزدان به شما ارائیه می‌شود. در افغانستان هر رئیس جمهور باید دومعان خودرا نیز معرفی دارد. مبلغ یک میلیون افغانی تضمین را با یکصد هزار عدد قطعه کارت راهی دهنده گان را باید به کمیسون انتخابات بسپارد. کسانی‌که دو تبعه هستند حق کاندید را ندارند.

## فهرست نامزدان واجد شرایط وغیر شرایط
فهرست نامزدان واجد شرایط وغیر شرایط کاندیدان راست جمهوری افغانستان با دو معاون آن قرار ذیا اند
1. نامزاد ریاست جمهوری قیوم کرزی، وحیدالله شهرانی معاون اول، ابراهیم قاسمی معاون دوم
2. نامزد ریاست جمهوری هدایت امین ارسلا، جنرال خدایداد معاون اول و صفیه صدیقی معاون دوم
3. نامزد ریاست جمهوری عبدالرحیم وردک، عبدالاحد افضلی معاون اول، سید حسین انوری معاون دوم
4. نامزاد ریاست جمهوری حشمت غنی احمدزی، عبدالله برومند معاون اول، محمد عابد معاون دوم
5. نامزاد ریاست جمهوری قطب الدین هلال، عنایت الله عنایت معاون اول، محمد علی سخی زاده معاون دوم
6. نامزاد ریاست جمهوری دل آقا کوهدامنی، زلمی همراز معاون اول، تورپیکی عزیزی معاون دوم
7. نامزد ریاست جمهوری سید اسحاق گیلانی، ذکریا نورزی معاون اول، شیما عصمتی معاون دوم
8. نامزد ریاست جمهوری فضل کریم نجیمی، صابر تمکین معاون اول، سوسن حاجتی معاون دوم
9. نامزد ریاست جمهوری بسم الله شیر، محمد حسن توحیدی معاون اول، اسکندر خان حسین معاون دوم
10. نامزاد ریاست جمهوری اشرف غنی احمدزی، عبدالرشید دوستم معاون اول، سرور دانش معاون دوم
11. نامزاد ریاست جمهوری سرور احمدزی، عبدالرحمن معاون اول، انجنیر قریشی معاون دوم
12. نامزاد ریاست جمهوری حمیدالله قادری، محمد عارف برکی معاون اول، حمیرا حقمل معاون دوم
13. نامزاد ریاست جمهوری سردار محمد نادر نعیم، تاج محمد اکبر معاون اول، عزیزالله پویا معاون دوم
14. نامزاد ریاست جمهوری زلمی رسول، احمد ضیا مسعود معاون اول، حبیبه سرابی معاون دوم
15. نامزاد ریاست جمهوری داوود سلطان زوی، احمد سعیدی معاون اول، کاظمیه سادات محقق معاون دوم
16. نامزاد ریاست جمهوری عبدالرب رسول سیاف، اسماعیل خان معاون اول، عبدالوهاب معاون دوم
17. نامزاد ریاست جمهوری گل آقا شیرزی، سید حسین عالمی بلخی معاون اول، محمدهاشم زارع معاون دوم
18. نامزاد ریاست جمهوری عزیزالله لودین، عباس کریمی معاون اول، جنرال حمید الله رحیمی معاون دوم
19. نامزاد ریاست جمهوری خدیجه غزنوی، جنرال محمد قاسم فایضی معاون اول، جنرال خیر محمد بارز معاون دوم
20. نامزد ریاست جمهوری انورالحق احدی، حشمت الله مجددی معاون اول و اسماعیل قاسمیار معاون دوم
21. نامزاد ریاست جمهوری نادرشاه احمدزی، فیض محمد دقیق معاون اول و قدم علی خادم معاون دوم
22. نامزاد ریاست جمهوری داکتر فاروق اعظم، عبدالغنی اصالتی معاون اول و احمد شاه پاییزی معاون دوم
23. نامزد ریاست جمهوری سلمان علی دوست زاده، یوسف امین زازی معاون اول و داکتر عزیزه رهبان وردک معاون دوم
24. نامزاد ریاست جمهوری نامزد ریاست جمهوری عبدالله عبدالله، محمد خان معاون اول، حاج محمد محقق معاون دوم
25. نامزاد ریاست جمهوری عبدالهادی دبیر، سید امرالله پادشاه معاون اول و نثاراحمد خیر اندیش معاون دوم
26. نامزاد ریاست جمهوری داور احمد نادم، هوسی اندر معاون اول و محمد حسن صافی معاون دوم
27. نامزاد ریاست جمهوری نور الرحمان لیوال، احمد نظری معاون اول و انجنیر لفی الله لغمانی معاون دوم

## فهرست نهایی نامزدهای انتخابات ریاست جمهوری افغانستان
فهرست نهایی نامزدهای انتخابات ریاست جمهوری افغانستان به یازده نفر رسیده به شرح زیر می‌باشد.
ٍ
1. عبدالرب رسول سیاف، از رهبران جهادی و نماینده پیشین مجلس.
2. اشرف غنی احمدزی، مسئول پیشین برنامه انتقال مسئولیت‌ها از ناتو به نیروهای افغان.
3. عبدالله عبدالله، وزیر خارجه اسبق و رهبر ائتلاف ملی.
4. عبدالرحیم وردک، وزیر دفاع پیشین.
5. هدایت امین ارسلا، مشاور ارشد پیشین حامد کرزی.
6. زلمی رسول، وزیر پیشین خارجه.
7. قطب الدین هلال، رئیس پیشین کمیته سیاسی حزب اسلامی به رهبری گلبدین حکمتیار.
8. قیوم کرزی، برادر رئیس جمهور کرزی.
9. گل آقا شیرزوی، والی پیشین ننگرهار.
10. محمد داوود سلطان‌زوی، عضو پیشین مجلس نمایندگان
11. سردار محمدنادر نعیم، نوه برادر سردار داوود خان.

فهرست نهایی نامزدهای انتخابات شوراهای ولایتی ۲۷۱۳ نفر اعلام شده که از این جمله ۳۰۸ نفر آن زنان هستند.
براساس تقویم انتخابات ریاست جمهوری قرار بود فهرست نهایی در تاریخ ۲۵ عقرب/آبان اعلام و نهایی می‌شد.
عبدالستار سعادت، رئیس کمیسیون رسیدگی به شکایت‌های انتخاباتی افغانستان می‌باشد.
برگزاری انتخابات ریاست جمهوری افغانستان، مرحله بعدی آغاز رسمی کمپین انتخابات ریاست جمهوری است که در ۱۳ دلو/بهمن آغاز می‌شود و تا ۱۳ حمل/فروردین ادامه خواهد داشت.

## اعضای کمیسون مستقل انتخابات
۱*احمد یوسف نورستانی، رئیس کمیسیون مستقل انتخابات
۲*عبدالرحمن «هوتکی»، معاون کمیسیون مستقل انتخابات
۳*گلالی اڅکزی، منشی و عضو کمیسیون مستقل انتخابات
۴*سریر احمد برمک، عضو کمیسیون مستقل انتخابات
۵*محمد عزیز بختیاری، عضو کمیسیون مستقل انتخابات
۶*قاضی سلیمان «حامد»، عضو کمیسیون مستقل انتخابات
۷*محمد حسین گرزیوانی، عضو کمیسیون مستقل انتخابات
۸*داکتر لیلا (احراری)، عضو کمیسیون مستقل انتخابات
۹*شریفه زرمتی، عضو کمیسیون مستقل انتخابات

## کمیسون شکایات
این کمیسون وظیفه دارد تا تمام مراحل کمپاین انتخابات را کنترل نمایند. شعبه‌های این کمیسون در هر ولایات می‌باشد.
اعضای کمیسیون شکایات قرار ذیل اند.
1. عبدالستار سعادت منحیث رئیس کمیسیون
2. ریدا اعظمی معاون کمیسیون
3. نادر محسنی منشی
4. پیغبرقل دوغن
5. عزیزالله آریافر